# Vattutjärnen, Västerbotten
Vattutjärnen är en sjö i Vindelns kommun i Västerbotten och ingår i Umeälvens huvudavrinningsområde. Sjön har en area på 0,0357 kvadratkilometer och ligger 306,1 meter över havet. Vattutjärnen ligger i Åtmyrberget Natura 2000-område.

## Delavrinningsområde
Vattutjärnen ingår i det delavrinningsområde (713126-166903) som SMHI kallar för Mynnar i Umeälvens vattendragsyta. Medelhöjden är 283 meter över havet och ytan är 14,34 kvadratkilometer. Det finns inga avrinningsområden uppströms utan avrinningsområdet är högsta punkten. Kvarnbäcken som avvattnar avrinningsområdet har biflödesordning 2, vilket innebär att vattnet flödar genom totalt 2 vattendrag innan det når havet efter 94 kilometer. Avrinningsområdet består mestadels av skog (85 procent). Avrinningsområdet har 0,39 kvadratkilometer vattenytor vilket ger det en sjöprocent på 2,7 procent.